# غاري لورنس شارب
غاري لورنس شارب (بالإنجليزية: Gary L. Sharpe)‏ هو محامي وقاضي أمريكي، ولد في 1947 في كورتلاند في الولايات المتحدة.